# 1Day in LA
1Day in LA – singel francisa, bambi oraz Okiego, który został wydany 12 czerwca 2025 jako wydanie własne w dystrybucji Def Jam Recordings Poland.

## Geneza utworu i historia wydania
Utwór został napisany oraz wykonany przez Michalinę Włodarczyk, czyli bambi oraz Oskara Kamińskiego, znanego pod pseudonimem Oki. Natomiast za kompozycję i produkcję odpowiada Szymon Frąckowiak, znany jako francis.
Wydanie ukazało się w formacie digital download oraz w streamingu w Polsce 12 czerwca 2025. Za wydanie singla odpowiada francis, który wydał utwór jako artysta niezależny za pośrednictwem Def Jam Recordings Poland.

## Twórcy
Opracowane na podstawie materiałów źródłowych.
- francis – kompozycja, produkcja
- bambi – tekst, wokal
- Oki – tekst, wokal
- Enzu – miks, mastering
- Adam Kubera – miks

## Lista utworów
- Digital download[5]

1. „1Day in LA” – 2:24

## Teledysk
Do utworu powstał teledysk, który udostępniono 13 czerwca 2025 za pośrednictwem serwisu YouTube oraz Apple Music.

## Notowania

### Pozycje na tygodniowych listach sprzedaży
| Kraj   | Lista (2025)             | Najwyższa pozycja |
| ------ | ------------------------ | ----------------- |
| Polska | Billboard Poland Songs   | 3                 |
| Polska | OLiS – single w streamie | 3                 |